# Yang Liu (Designerin)
Yang Liu (chinesisch 刘扬, Pinyin Liú Yáng; * 6. Oktober 1976 in Peking) ist eine deutsche Designerin chinesischer Herkunft.

## Leben
Im Alter von 13 Jahren zog Yang Liu mit ihrer Familie nach Berlin. Sie studierte an der Universität der Künste Berlin und an der University of the West of England in Bristol. 2004 gründete sie Yang Liu Design in Berlin-Mitte. Die kulturellen Unterschiede zwischen China und Deutschland thematisierte sie in ihrer Arbeit Ost trifft West. Diese Arbeiten wurden 2007 im Auswärtigen Amt ausgestellt. Yang Liu hält zahlreiche Vorträge und Workshops im In- und Ausland. 2010 wurde sie zur Professorin und zur Programmleiterin BA Programmleiterin für Kommunikationsdesign an die Berliner Technische Kunsthochschule/heute UE Berlin berufen.

## Auszeichnungen
- 2000: Deutscher Preis für Kommunikationsdesign, Preis für hohe Design Qualität
- 2002: „red-dot“ International Award for Communication Design, Preis für höchste Design Qualität
- 2002: 100 Beste Plakate 2001 aus Deutschland, Österreich und der Schweiz
- 2002: Bronze Medaille auf der 18. Internationalen Plakat-Biennale in Warschau
- 2003: „Type of Excellence“ Type Director′s Club New York, USA
- 2004: „red-dot“ International Award for Communication Design 2003, Preis für hohe Design-Qualität
- 2005: 100 Beste Plakate 2003 aus Deutschland, Österreich, Schweiz
- 2006: Bronze Medaille auf der neunten Internationalen Plakat-Biennale in Mexiko
- 2006: „red-dot“ International Award for Communication Design 2005, Preis für hohe Design-Qualität
- 2008: Deutsche Bundesauszeichnung für Buchgestaltung
- 2008: Gold bei „Lead Award“
- 2008: Gold bei „Art Directors Club Deutschland“
- 2009: „State Prize“ für „The most beautiful book of China 2009“
- 2009: „State Prize“ für die Corporate Identity Chinas als „Land der Ehre“ auf der Frankfurter Buchmesse 2009.
- 2010: „red-dot“ International Award for Communications Design 2010, Preis für hohe Design-Qualität
- 2011: „red-dot“ International Award Communications Design 2011, Preis für hohe Design-Qualität
- 2012: Gewinner des „German Design Award“
- 2014: Gold beim Designpreis der Bundesrepublik Deutschland

## Schriften
- Ost trifft West. Katalog. Schmidt (Hermann) 2007, ISBN 3874397335.
- Vom Umgang mit chinesischen Geschäftsleuten. Illustrationen von Yang Liu. 2008, ISBN 3933150205.
- Yang Liu. Mann trifft Frau. TASCHEN 2014, ISBN 978-3-8365-5399-5.